# 블러드본
《블러드본》(Bloodborne, ブラッドボーン)은 플레이스테이션 4용으로 소니 인터랙티브 엔터테인먼트가 배급하고 프롬 소프트웨어가 개발한 액션 롤플레잉 게임이다. 2015년 3월 전세계에 발매되었다. 블러드본은 고딕, 빅토리아 시대의 영향을 받은 저주받은 도시 야남(Yharnam)에서 비정상적인 혈액 매개 감염병(blood-borne disease)인 야수병에 걸려 짐승이 된 사람들과 밤마다 이를 사냥하는 플레이어 캐릭터인 헌터(Hunter)의 이야기를 다루고 있다. 궁극적으로 이 전염병의 근원을 찾기를 시도하는 플레이어 캐릭터가 야수들과 싸우면서 도시의 흥미로운 신비들을 파헤쳐나간다.
이 게임은 3인칭 시점에서 플레이된다. 플레이어는 커스터마이즈가 가능한 주인공을 통제하며 게임플레이는 무기에 기반한 전투와 탐험에 초점을 둔다. 플레이어는 스토리를 진행하면서 검이나 화기와 같은 아이템을 사용하여 보스를 포함한 다양한 적들과 싸우며 게임의 각기 다른 지역을 탐험하며 논플레이어 캐릭터와 소통하고 스토리에 수반되는 주요 아이템을 수집하고 세계의 수많은 신비를 발견한다. 블러드본은 2012년 프로젝트 비스트(Project Beast)라는 가제목으로 개발이 시작되었다.

## 평가
리뷰 애그리게이터 메타크리틱에 따르면 블러드본은 비평가들로부터 대체적으로 긍정적인 평가를 받았다.